# Mukovo
Mukovo är ett vattendrag i Burundi.   Det ligger i provinsen Muyinga, i den nordöstra delen av landet, 110 km öster om huvudstaden Bujumbura.
Omgivningarna runt Mukovo är en mosaik av jordbruksmark och naturlig växtlighet. Runt Mukovo är det ganska tätbefolkat, med 222 invånare per kvadratkilometer.